# ヒュペルボレイオス
ヒュペルボレオイ（Hyperboreoi、ギリシア語: Ὑπερβόρε(ι)οι）、ヒュペルボレイオス（Hyperboreios）は「北風（ボレアース、Boreas）の彼方（ヒュペル、hyper）に住む人々」の意味で、ギリシア神話に登場する伝説上の民族。
アポローンを篤く崇拝する民族として知られ、彼らの住む地（国）は一種の理想郷と捉えられていた。
ギリシア人は極北の地を「トゥーレ」と呼んで人は住めないと考えていたが、一方では緑の楽園を夢見ていた。
この伝説に取材したジョージ・マクドナルドが『北風のうしろの国』という本を著している他、ヒュペルボレオイの英語読み「ハイパーボリア」は、クラーク・アシュトン・スミスが発表したホラー小説、『七つの呪い』に登場する「ハイパーボリア」のモデルとなっている。

## 概要
かの地方、あるいはその人々はヘーロドトス『歴史』第4巻32～36章、 大プリニウス『博物誌』に登場する。
彼らが住むところは「トラキアやスキュティアよりも」遠い極北の、プリニウスによれば天に最も近い、世界の蝶番のような場所で、宇宙の中心にある地球の「星の運航の極限」であり、一年中が春で、穏和な気候に恵まれ、一日中が夜の無い昼である。永遠の光、光明、に包まれた、幸福に満ち溢れた地（国）で、彼らは自由に空を飛び、病気・労働・心配も知らず、1000年に至る寿命と至福の生を送り、平和に暮らしているという。土地は肥沃で実りは豊か、山は蝶、川は魚、森は一角獣に溢れる。
しかし、この地（国）に通じる海峡にある、女性の形をした、岩だらけの絶壁は、夜になると生命が宿って、通りかかる船を全て破壊する。その為、プリニウスによれば、この地へは昼の間に行くべきだという。
また、陸路については、極寒の北風ボレアースの他、この地方の南部、「羽毛のような雪」が降ると言われる地方にリーパイオス山(山頂にはグリフォンとアリマスポイ族が住む)という山があって、交通の要害となっている。
デーロス島でアルテミスとともに生まれたアポローンは誕生の際に、ゼウスの命令に背き、デルポイに赴く前に、先ず、白鳥の引く車に乗り、ヒュペルボレオイ（ヒュペルボレイオス）の住む地（国）にやって来て、逗留したとされる。また彼らの母レートーがかの地の出身だという説がある。
以後、毎年冬の間は、白鳥の引く車に乗り、デルポイを離れ、この地（国）へ行って暮すと信じられた。 
前5世紀の歴史家ヘーロドトスが、アポローン誕生の聖地デーロス島の住民の話として伝えるところによれば、「かつてヒュペルボレオイ（ヒュペルボレイオス）は、2人の乙女ヒュペロケとラオディケにアポローンへの供物を持たせて、デーロス島へ送り出したが、乙女たちが帰国しなかったため、以後は、麦わらに包んだ供物を国境まで運んで隣国人に渡し、それをまた次の隣国人に転送してくれるように、と頼んだ」とされる。
このヘーロドトスが説く、スキュティア～隣国から隣国へ～アドリア海～ドドネ人～マリス湾～エウボイア島～町を経めぐり～カリュストス～テノス～デーロスに至る供物を渡すルートは、青銅器時代の古代ギリシャにおける琥珀の道とその交易の記憶が神話として残っている可能性がある。
なおこの２人の乙女は、墓所の形でアルテミスの杜の中に祀られているが、アポロンとアルテミスを伴ってやってきたヒュペルボレオイ人オピス、アルゲという乙女もまた、その社の周辺にやはり墓として祀られている。
デ―ロス島はこの土地と熱い交流があり、ヒュペロケとラオディケの護衛としてやってきた5人の男たちは、ペルペレエスと呼ばれ、貴族や神官階層として敬われていた。

## 政治
神聖統治で、アポローン神官のボレアデスと呼ばれる、ボレアースの3人の息子が王として支配している。
また、ヘーロドトスによれば、アポローンの敬虔な信徒であるここの王アバリスは、アポローンから授かった「例の矢」に乗って、各地で託宣を述べ伝えたなどと言われる。また山北篤監修『幻想地名事典』によれば「国の王である魔法使いアバリス」はアポローンから授かった「黄金製のジャベリン」に乗ってギリシャを訪れ、スパルタで蔓延する疫病を癒したという。

## 場所
「ヒュペルボレイオイ」は「極北」と一応訳される。Ｍ・グラント、Ｊ・ヘイゼル『ギリシャ、ローマ神話事典』によればこの語には「山の彼方」「商品を運ぶもの」という意味があるという。また、同著の他、山北篤監修『幻想地名事典』によれば、位置が、資料により北西や東部にあるとされる。
ストラボンの地図には、アジアの大部分がヒュペルボレイオイ人の国となっている。
「アトランティスの候補」としてかの地が挙げられる点を紹介するジュディス・Ａ・マクラウドは、モデルに関しスウェーデン辺りの可能性を示唆し、ロドスのアポロニウスが描くエリダーヌス川を、「地熱が活発なアイスランド」に似ると指摘している。

## 登場する物語
- デルポイの神託
デルポイのアポローン神託を始めたのはヒュペルボレイオスのオーレーンという人物であったとされる。
- ペルセウスのゴルゴーン退治
ペルセウスがゴルゴーン退治に赴いた際にこの地に立ち寄ったとされる。
- ヘーラクレース
アルテミスの鹿を生け捕り、この国でアルテミス女神と和解した。

また、アポロドーロスは、『ギリシャ神話』第2巻5章11節で「アトラースが立っているヘスペリスの野」をこことし、1巻4章5節でオーリーオーンがアルテミスに殺されたのは、彼がこの地出身のオピスという女性を乱暴に犯したため、という説を上げている。